# 県満天雄
県 満天雄（あがた まんてんゆう、1906年（明治39年）9月26日 - 1922年（大正11年）7月12日）は日本の詩人。福岡県出身。

## 略歴
福岡県福岡市生まれ。生後間もなく父の赴任先である旧・満州に一家で転居。1912年福岡に戻り、1913年には東京へ転居した。日本橋区箱崎小学校に入学するが、1914年に麹町区麹町小学校へ転入し卒業、1919年明治中学校（現：明治大学付属明治高等学校・中学校）に入学。この頃、独学で詩作活動を始める。明治中学在学中の1921年、学校遠足の帰りに雨に濡れ体調を崩し3週間病床に伏し、一旦は回復するも再び入院。その後、通学出来るまでに回復するが、担当医師の勧めで千葉県安房郡北条町（現：館山市）北条に療養のため転居。しかし、1922年、路上で詩人活動の最中に倒れ、そのまま危篤に瀕して入院し、急性脳膜炎を起し意識不明のまま死去した。生前に作られた詩は父・県左吉により遺稿集として一冊の本にまとめられたが、長い間日の目を浴びることはなかった。しかし、後に文芸評論家山下武が古書店で発見しその詩に感銘を受け、その存在が広く知られるようになった。

## 著書
- 『狂恋の女』県左吉 編 1922